# Brenthia leptocosma
Brenthia leptocosma là một loài bướm đêm thuộc họ Choreutidae. Loài này có ở Mauritius.